# رسمة تدفق الإشارة
رسم تدفق الإشارة بالإنجليزية signal flow هو رسم يبين وصفا كاملا لمعادلة خطية . في مجال معالجة الإشارات و نظرية التحكم يستعمل هذا الرسم في وصف الأنظمة الخطية المستقلة زمنيا ولا يصف الأنظمة غير الخطية. لذلك فهو شكل آخر لتمثيل نظام تدفقي معين (كما في الكهرباء). إضافة إلى النظام السائد و هو الرسم الهيكلي. و يتكون الرسم من عقد و فروع تربط بينها, كل عقدة تمثل متغير و كل فرع هو معامل عددي يحمل قيمة عددية إما عدد حقيقي أو عدد مركب.
ويعبر عن اتجاه تدفق الإشارة بسهم ، ويمكن وصف النظام الخطي المستقل زمنيا بأكثر من رسم واحد تتمايز في عدد العقد و الفروع ، ولكن أقلها أو أقصرها هو أفضلها.
{\displaystyle y_{1}=a_{11}x_{1}\,} هي معادلة مستوفية للشروط السابقة فيمكن تمثيلها بالرسم كما يتبين
أما
{\displaystyle y_{1}=a_{11}x_{1}\,+5}

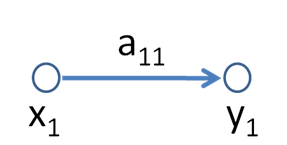
رسم تدفق إشارة

فرغم بساطتها لكنها ليست معادلة خطية و لا يمكن تمثيلها برسم الإشارة أو حتى بالرسم الهيكلي.
يمكن تحليل الرسمة السابقة بمجرد النظر ، لكن بالنسبة للرسمات المعقدة أو تلك التي تحتوي تغذية خلفية يتم اللجوء لقاعدة ماسون لتحليل الرسم و استنتاج العلاقة بين أي عقدتين في الرسم.

## اقرأ أيضا
- لغة برمجة